# モーゼス・アブラモヴィッツ
モーゼス・アブラモヴィッツ（Moses Abramovitz、1912年1月1日 - 2000年12月1日）は、アメリカ合衆国のブルックリン生まれの経済学者である。専門は経済史学、景気循環論、国際開発論である。1980年にアメリカ経済学会会長を務めた。

## 略歴
- 1912年 ニューヨーク州ブルックリンで生まれる。
- ハーバード大学を卒業する。
- コロンビア大学からPh.D.を得る。
- 1945年〜1946年 連合国賠償委員会の経済アドバイザーとなる。
- 1948年 スタンフォード大学経済学部の創設の一員となり、スタンフォード大学で教える。
- 1960年 アメリカ芸術科学アカデミーのフェローとなる。
- 1980年 アメリカ経済学会会長となる。
- 2000年 カリフォルニア州スタンフォードにて死去（88歳）。

## 家族
- 彼は、Callrie Grasserと1937年に結婚し、1999年に彼女が死ぬまでともに生活した。彼女は国際的に有名な画家、彫刻家である。
- 子どもは一人息子のJoslである。

## 著作
- Price Theory for a Changing Economy, 1939
- Role of Inventories in Business Cycles, 1948
- Inventories and Business Cycles, 1950
- The Trend of Public Employment in Great Britain, with V. Eliasberg, 1954
- Resource and Output Trends in the US since 1870, 1956
- The Welfare Interpretation of Secular Trends in National Income and Product, 1959
- The Nature and Significance of Kuznets Cycles, 1961
- Evidences of Long Swings in Aggregate Construction since the Civil War, 1964
- The Passing of Kuznets Cycles, 1968
- Reinterpreting Economic Growth: Parables and realities, with P. David, 1973
- Rapid Growth Potential and its Realization, 1979
- Economic Growth and Its Discontents, 1979
- Catching Up, Forging Ahead and Falling Behind, 1986
- Thinking About Growth and Other Essays, 1989
- The Search for the Sources of Growth: Areas of Ignorance, Old and New, 1993
- Convergence and Deferred Catch Up, with P. David, 1996
- What Economists Don't Know About Growth, 1999